# Кадахтинське сільське поселення
Кадахти́нське сільське поселення (рос. Кадахтинское сельское поселение) — сільське поселення у складі Каримського району Забайкальського краю Росії.
Адміністративний центр — село Кадахта.

## Історія
2013 року були утворені нові села Золотуєво та Північна Кадахта шляхом виділення зі складу села Кадахта, однак Золотуєво було ліквідовано 2021.

## Населення
Населення сільського поселення становить 1044 особи (2019; 1020 у 2010, 853 у 2002).

## Склад
До складу сільського поселення входять:
| Населений пункт        | Населення, осіб (2002) | Населення, осіб (2010) |
| ---------------------- | ---------------------- | ---------------------- |
| Золотуєво, село        | -                      | -                      |
| Кадахта, село          | 853                    | 1020                   |
| Північна Кадахта, село | -                      | -                      |